# Đại lộ Champagne
Đại lộ Champagne hay đại lộ Sâm panh (tiếng Pháp: L'Evenue de Champagne) là một con phố nổi tiếng nằm ở Épernay, thủ phủ của rượu sâm panh thuộc vùng Grand Est của Pháp.
Tên của nó bắt nguồn từ sự hiện diện của nhiều nhà sản xuất sâm panh hàng đầu thế giới tại đây như Moët et Chandon, Mercier, De Castellane. Người dân nói rằng, đây là đại lộ đắt giá nhất thế giới, hơn cả Champs-Élysées ở Paris vì dưới đai lộ này là hàng triệu chai sâm panh được lưu trữ trong các hầm chứa đá phấn dài hàng kilômét.
Đại lộ trở thành một điểm thu hút khách du lịch khi tới Grand Est nói chung và Épernay nói riêng. Các nhà sản xuất rượu sâm panh lớn thường tổ chức các chuyến thăm hàng năm đến đây để cho các khách hàng của họ thấy cách thức sản xuất và lưu trữ loại đồ uống này.

## Hình ảnh

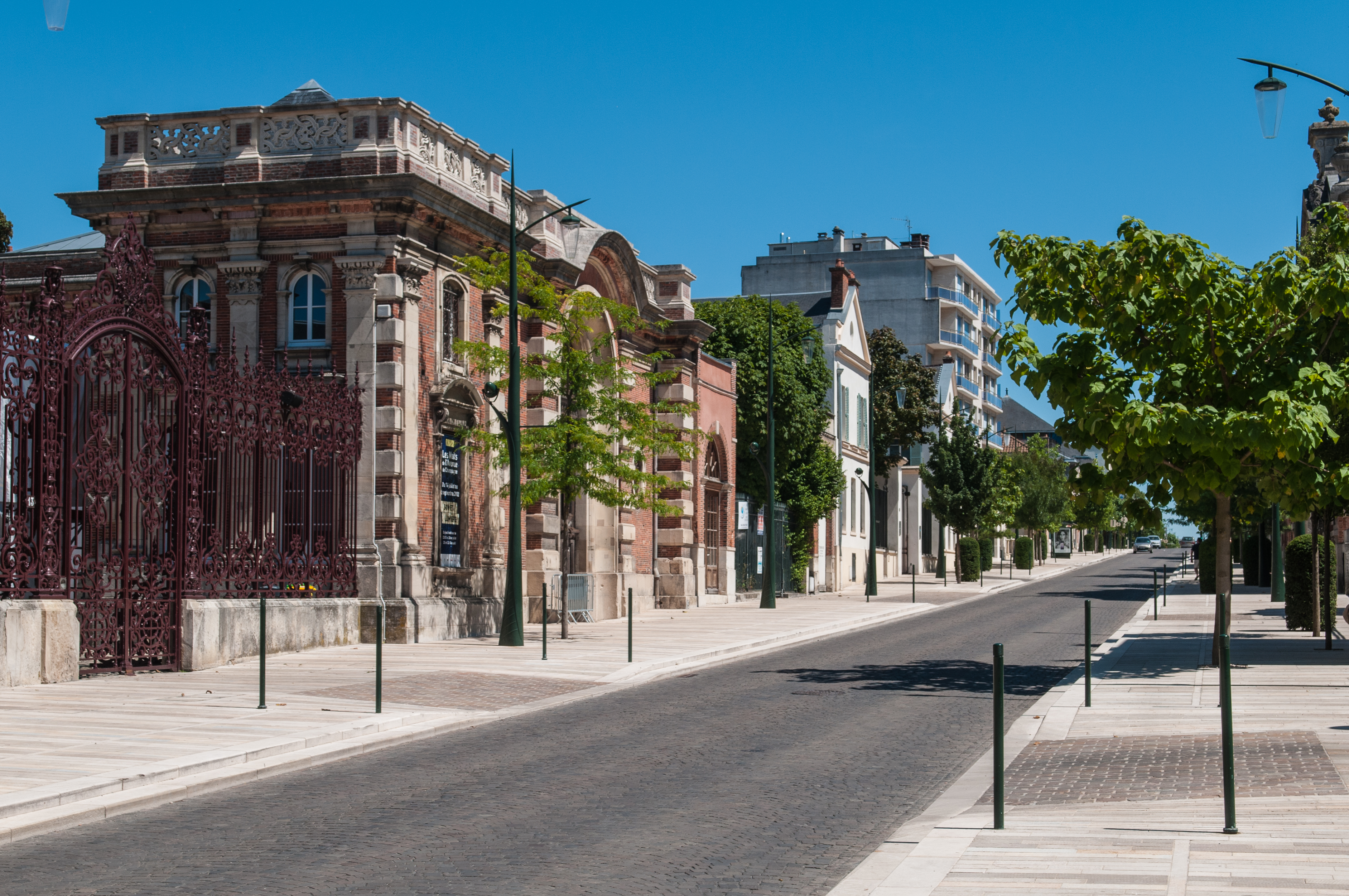
Hình ảnh đại lộ
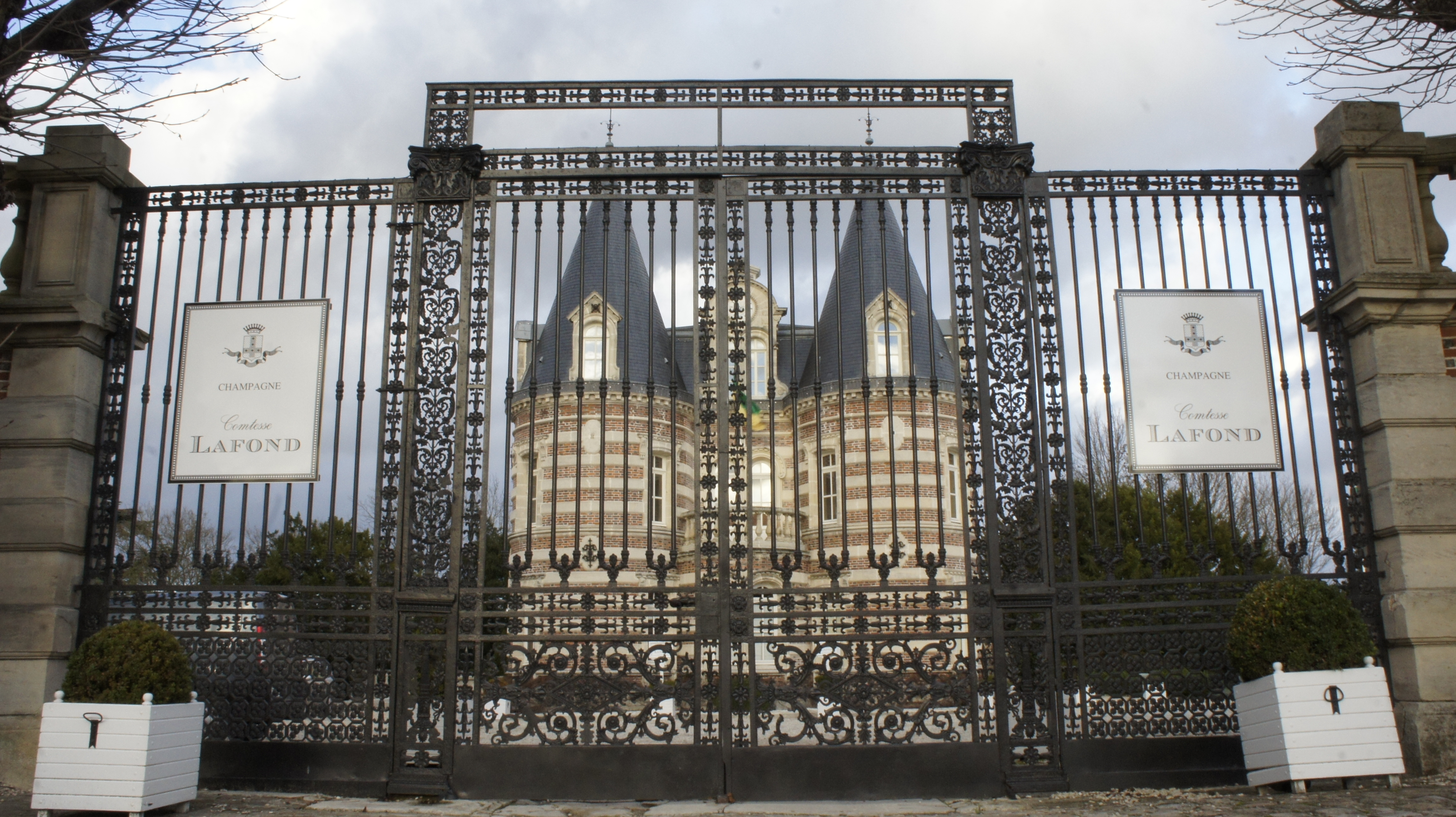
Lafond.
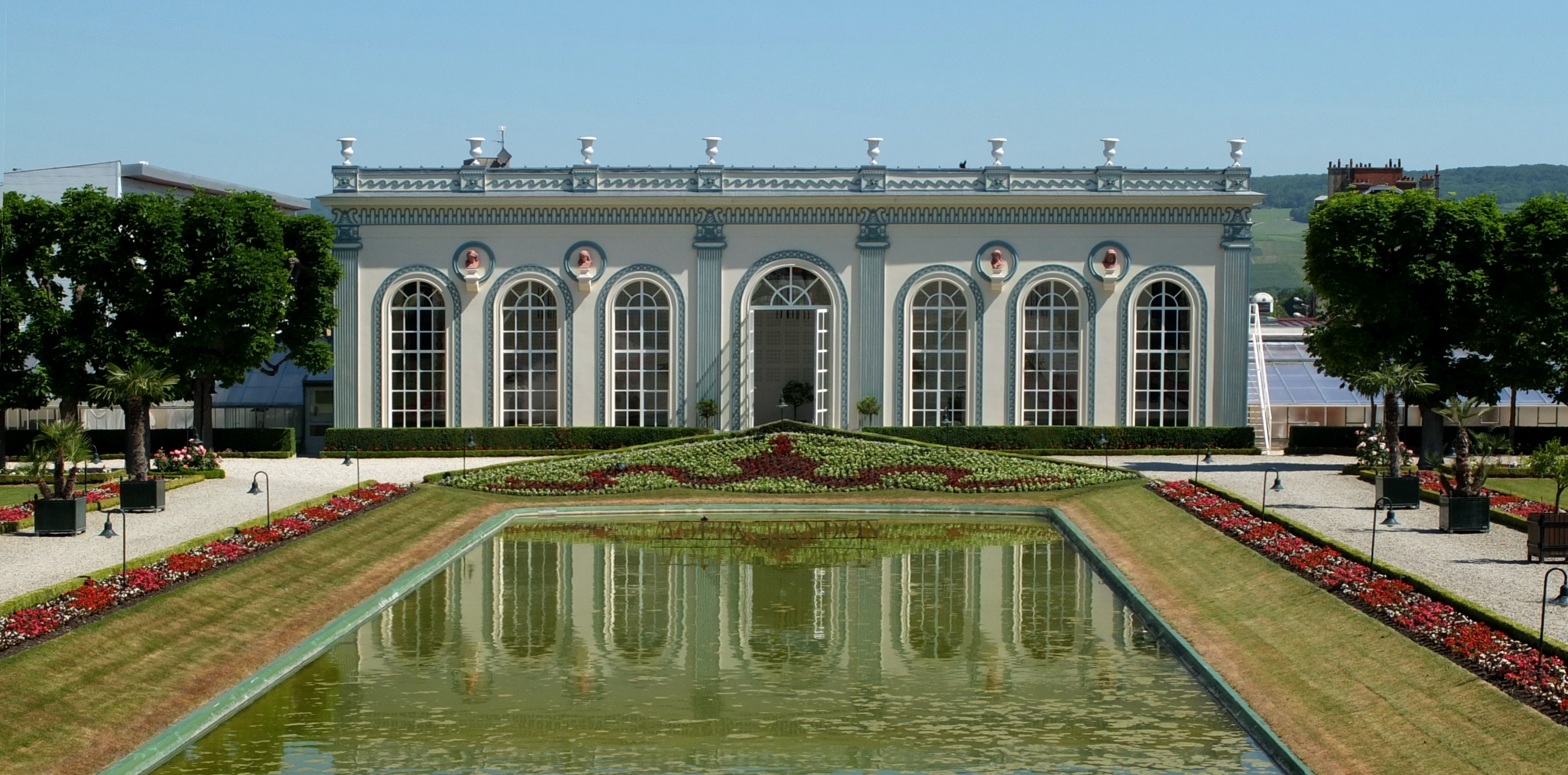
Moët & Chandon.
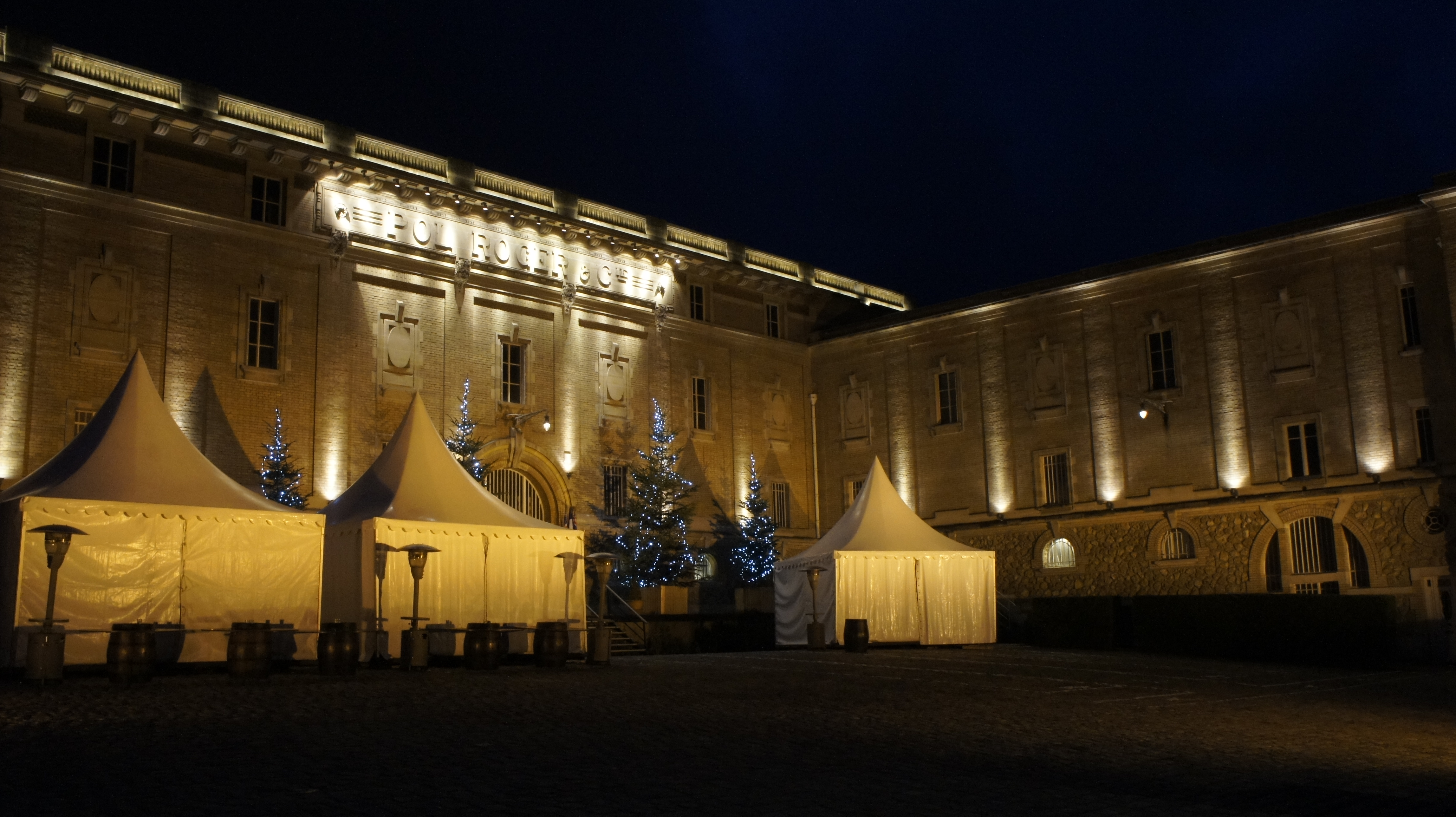
Pol Roger.
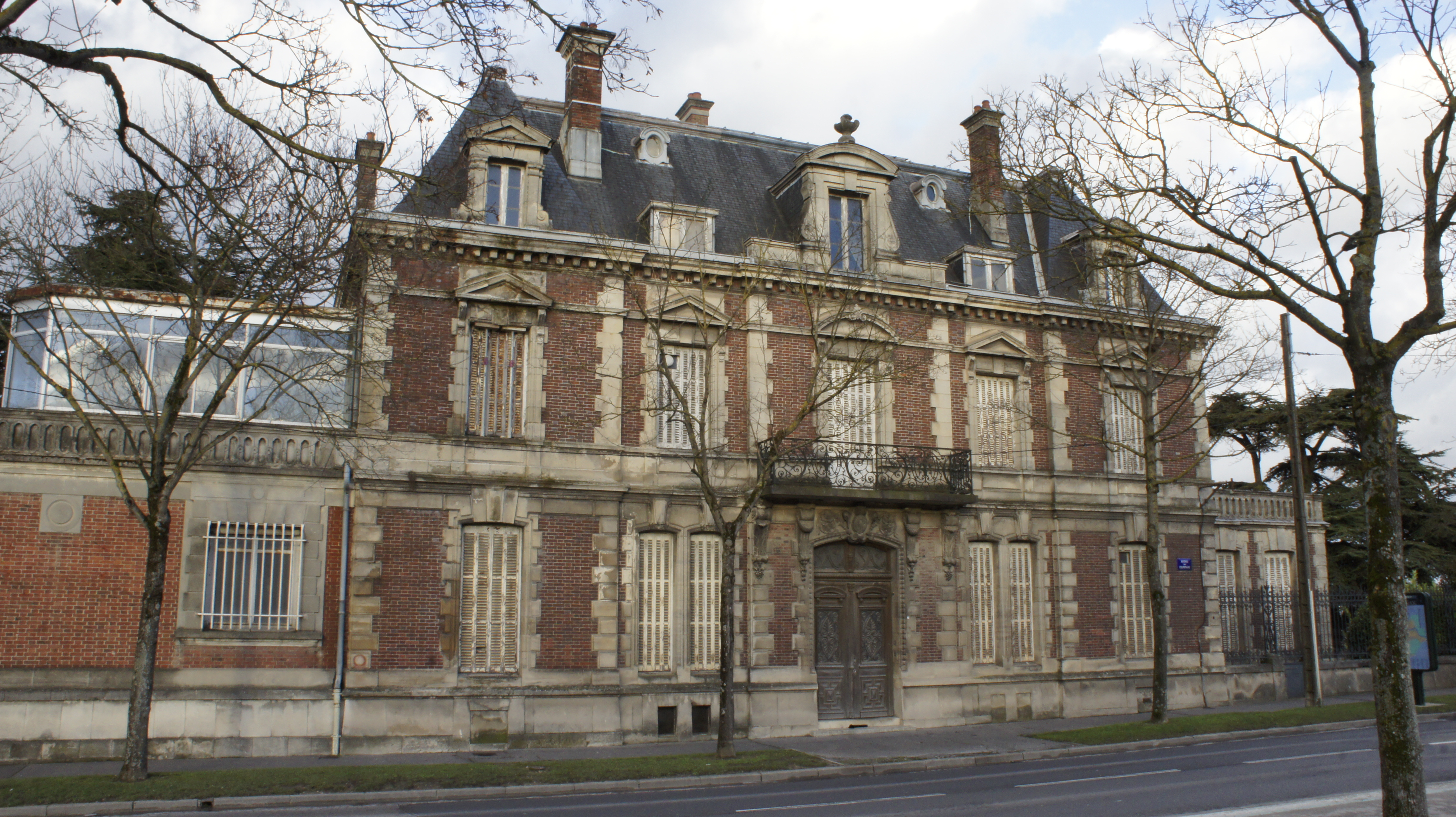
Mercier.
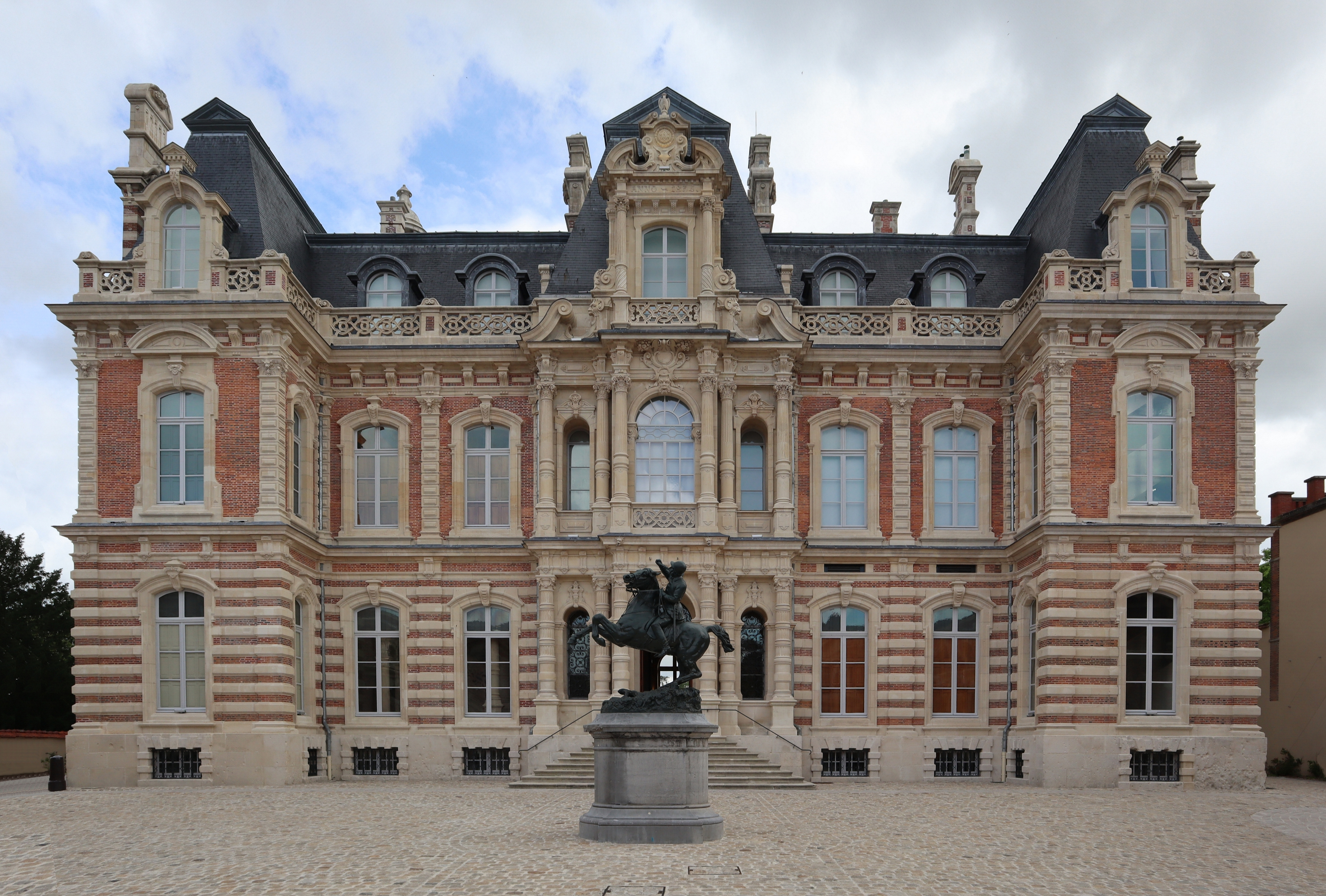
Perrier.
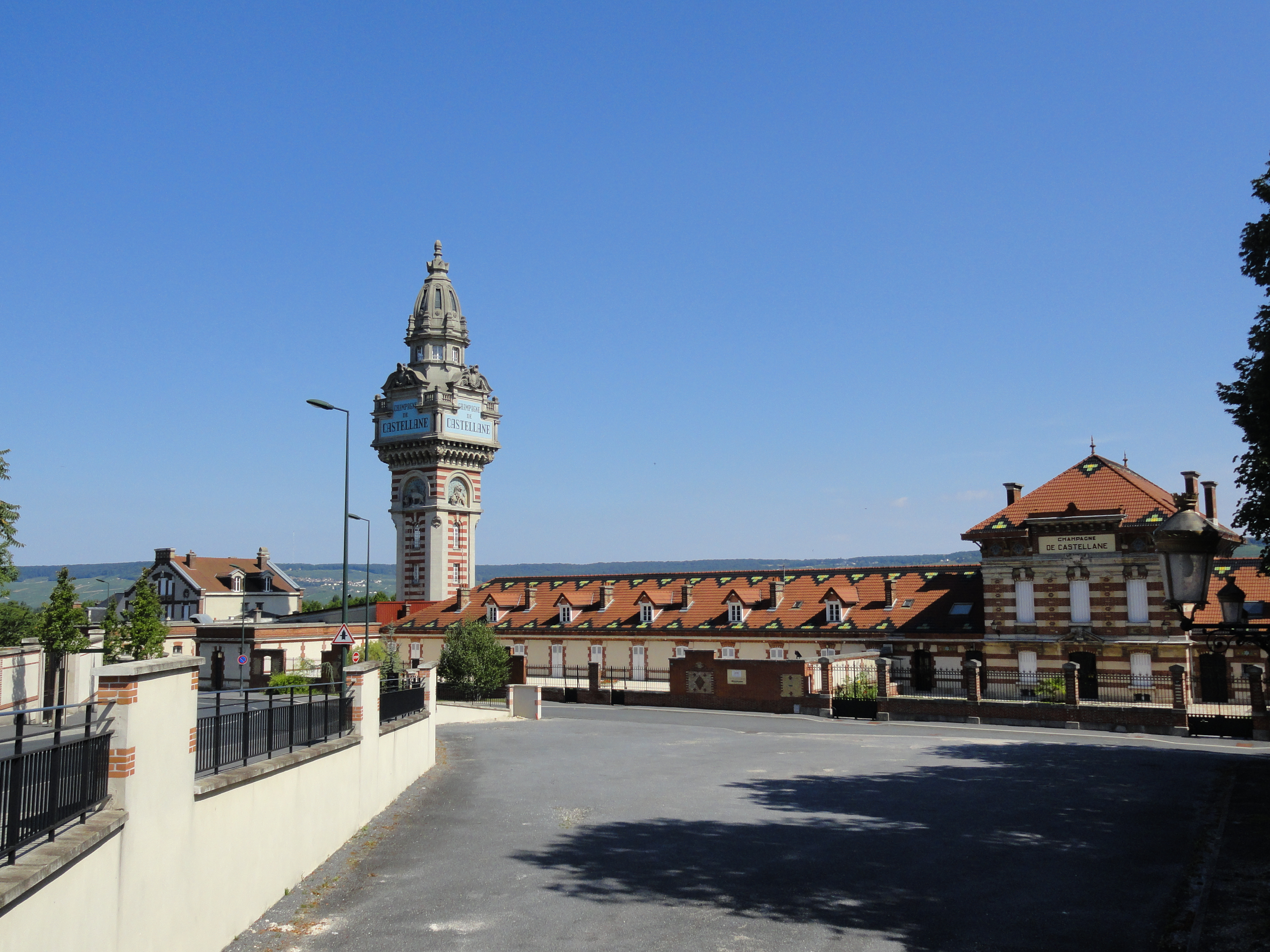
De Castellane.
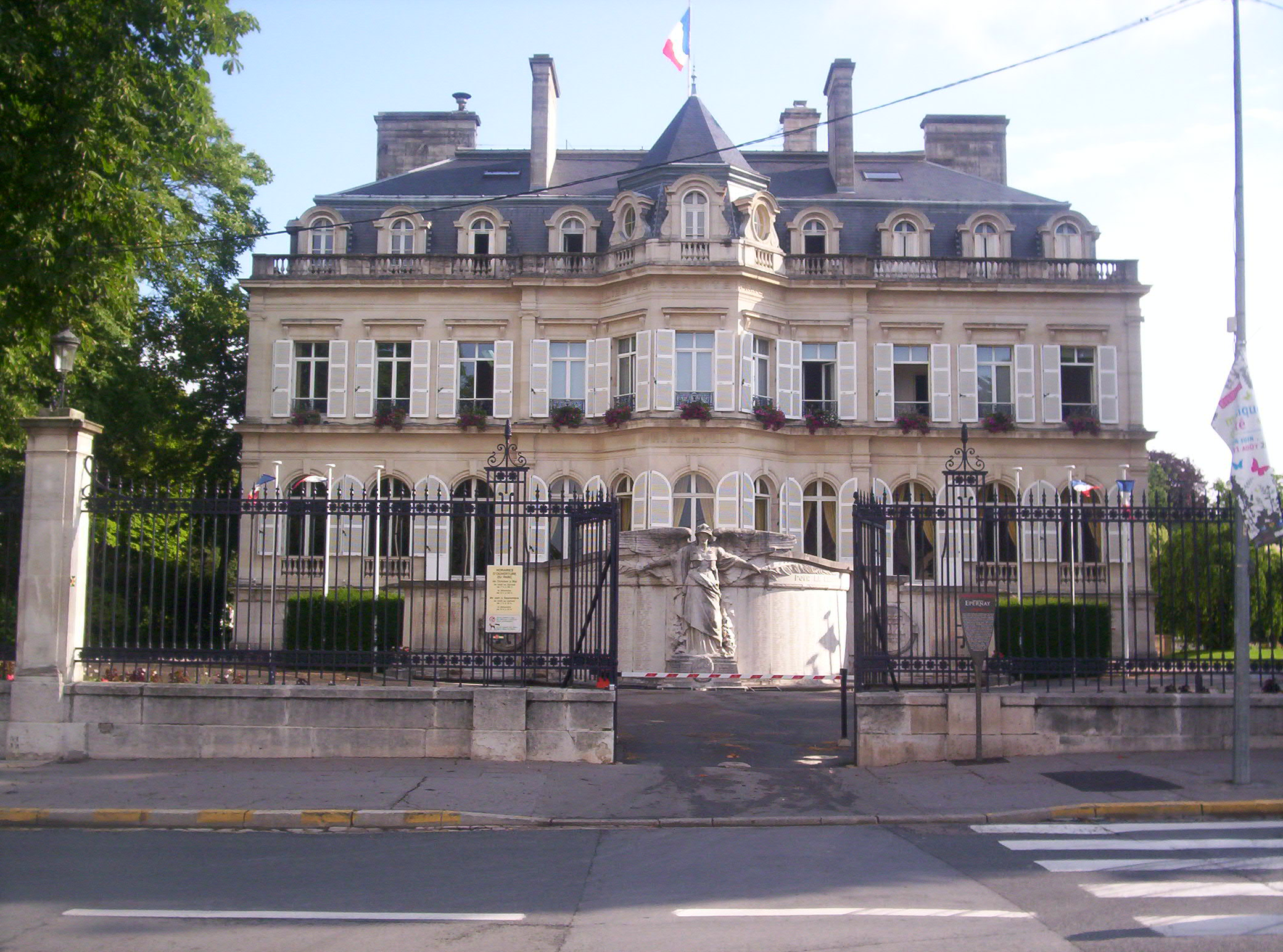
Tòa thị chính.
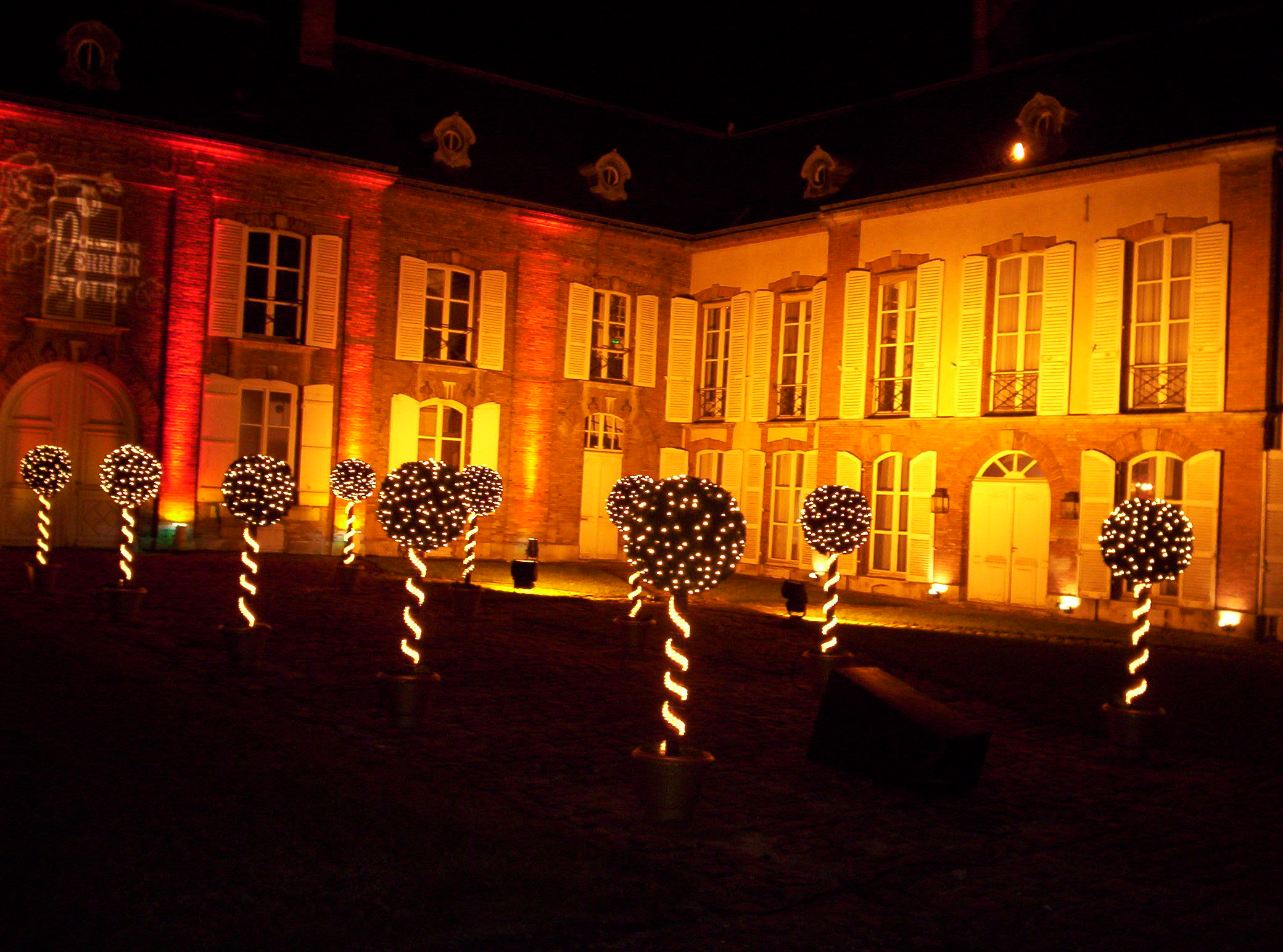
De Venoge.